# Львівська обласна рада депутатів трудящих XV скликання
Львівська обласна рада депутатів трудящих п'ятнадцятого скликання — представничий орган Львівської області у 1975—1977 роках.
Нижче наведено список депутатів Львівської обласної ради 15-го скликання, обраних 15 червня 1975 року в загальних та особливих округах. Всього до Львівської обласної ради 15-го скликання було обрано 247 депутатів.
| Прізвище, ім'я, по-батькові            | Місто чи район           | Виборчий округ                | Посада | Примітки             |
| -------------------------------------- | ------------------------ | ----------------------------- | --- | -------------------- |
| Абашин Микола Борисович                | особливий округ          |                               | 1-й заступник командувача військ Прикарпатського військового округу |                      |
| Абрамов Євген Васильович               | особливий округ          |                               | командир військової частини № 12242 (28-го корпусу протиповітряної оборони(ППО)) Прикарпатського військового округу                                                       |                      |
| Адаменко Микола Степанович             | місто Львів              | Залізничний № 12              | машиніст електровоза депо Львів-Захід Львівської залізниці |                      |
| Алаєва Ія Семенівна                    | місто Львів              | Червоноармійський № 37        | 1-й секретар Червоноармійського райкому КПУ міста Львова |                      |
| Андрейко Людмила Петрівна              | місто Львів              | Радянський № 28               | робітниця Львівського заводу кінескопів |                      |
| Андрушко Орест Дмитрович               | Старосамбірський район   | Нижанковицький № 210          | директор радгоспу «Нижанковицький» села Міженець Старосамбірського р-ну                                                                                                   |                      |
| Антоненко Борис Тихонович              | Старосамбірський район   | Старосолянський № 214         | прокурор Львівської області |                      |
| Аполлоніна Генліна Петрівна            | Золочівський район       | Золочівський № 126            | вчителька Золочівської середньої школи № 2 |                      |
| Бабійчук Василь Савелійович            | Радехівський район       | Радехівський № 182            | 1-й секретар Радехівського райкому КПУ |                      |
| Бабська Ганна Василівна                | місто Львів              | Червоноармійський № 41        | робітниця Львівської бавовно-прядильної фабрики |                      |
| Бакуменко Петро Іванович               | місто Львів              | Червоноармійський № 40        | голова комітету Львівського облвиконкому по телебаченню і радіомовленню                                                                                                   |                      |
| Барабаш В'ячеслав Антонович            | Бродівський район        | Бродівський № 84              | начальник управління побутового обслуговування населення Львівського облвиконкому                                                                                         |                      |
| Барабащук Микола Григорович            | місто Дрогобич           | Дрогобицький № 65             | старший оператор Дрогобицького нафтопереробного заводу |                      |
| Баран Любов Олександрівна              | Бродівський район        | Бродівський № 85              | робітниця Бродівського філіалу Львівської швейної фірми «Маяк» |                      |
| Бараняк Галина Федорівна               | Дрогобицький район       | Підбузький № 109              | швея Дрогобицького районного побутового комбінату |                      |
| Барчукова Зінаїда Федорівна            | місто Червоноград        | Червоноградський № 80         | помічник майстра в'язального цеху Червоноградської панчішної фірми |                      |
| Басова Зінаїда Олександрівна           | Жидачівський район       | Жидачівський № 117            | старша апаратниця Жидачівського картонно-паперового комбінату імені 50-річчя Великої Жовтневої соціалістичної революції                                                   |                      |
| Бахур Федір Степанович                 | Турківський район        | Лімнянський № 227             | шофер колгоспу «Нове життя» села Бережок Турківського р-ну |                      |
| Беновський Ярослав Васильович          | Бродівський район        | Підкамінський № 89            | голова Бродівського райвиконкому |                      |
| Берездецька Лідія Миколаївна           | Стрийський район         | Дашавський № 218              | робітниця Дашавського заводу технічного вуглецю Стрийського р-ну |                      |
| Білик Анастасія Павлівна               | Радехівський район       | Миколаївський № 180           | ланкова колгоспу імені Свердлова села Увин Радехівського р-ну |                      |
| Блищак Галина Андріївна                | Миколаївський район      | Верхньодорожненський № 137    | головний зоотехнік колгоспу «Радянська Україна» села Новосілки-Опарські Миколаївського р-ну                                                                               |                      |
| Бобеляк Ксенія Миколаївна              | Городоцький район        | Коропузький № 100             | бригадир рільничої бригади колгоспу імені Свердлова села Коропуж Городоцького р-ну                                                                                        |                      |
| Бобешко Василина Іванівна              | Сокальський район        | Жвирківський № 199            | доярка колгоспу «Дружба» села Поториця Сокальського р-ну |                      |
| Богданов Анатолій Петрович             | Пустомитівський район    | Давидівський № 171            | головний зоотехнік, заступник керуючого Львівського обласного об'єднання міжколгоспних виробничих підприємств; голова Пустомитівського райвиконкому                       |                      |
| Богданов Гаврило Федорович             | місто Львів              | Ленінський № 7                | начальник штабу цивільної оборони Львівської області |                      |
| Богданович Григорій Йосипович          | Нестеровський район      | Магерівський № 158            | начальник управління Львівської залізниці |                      |
| Большакова Олена Іванівна              | місто Трускавець         | Трускавецький № 77            | завідувачка терапевтичного відділення центральної курортної поліклініки Трускавецької територіальної ради по управлінню курортами профспілок                              |                      |
| Бондар Павло Степанович                | Самбірський район        | Садковицький № 189            | голова Самбірського райвиконкому |                      |
| Бортников В'ячеслав Васильович         | Городоцький район        | Березецький № 97              | начальник управління місцевої промисловості Львівського облвиконкому |                      |
| Борщ Ніна Іванівна                     | місто Львів              | Ленінський № 9                | робітниця Львівського механічного заводу |                      |
| Братунь Ростислав Андрійович           | місто Львів              | Шевченківський № 55           | письменник, голова правління Львівської організації Спілки письменників України                                                                                           |                      |
| Бульба Григорій Савич                  | місто Дрогобич           | Дрогобицький № 61             | голова Дрогобицького міськвиконкому |                      |
| Бульба Євгенія Борисівна               | Буський район            | Куткірський № 93              | доярка колгоспу імені Ярослава Галана села Полтва Буського р-ну |                      |
| Бурда Іванна Теодорівна                | Городоцький район        | Городоцький № 99              | швея Городоцького філіалу Львівської швейної фірми «Весна» |                      |
| Бучинський Володимир Степанович        | місто Львів              | Залізничний № 13              | старший майстер вагонного депо станції Львів-Клепарів Львівської залізниці                                                                                                |                      |
| Вархол Марія Юріївна                   | місто Львів              | Червоноармійський № 38        | робітниця Львівського механічного заводу тресту «Реммехгазпром» |                      |
| Васевич Роман Миколайович              | Жидачівський район       | Жирівський № 118              | завідувач ферми колгоспу імені Леніна села Заріччя Жидачівського р-ну |                      |
| Василенко Мирослав (Мирон) Афтанасович | Стрийський район         | Яблунівський № 222            | токар Стрийської пересувної механізованої колони № 191 |                      |
| Василишин Марія Василівна              | Яворівський район        | Верблянський № 230            | завідувачка ферми колгоспу імені 30-річчя Жовтня села Залужжя Яворівського р-ну                                                                                           |                      |
| Василів Мирон Григорович               | Дрогобицький район       | Новокропивницький № 108       | завідувач сільськогосподарського відділу Львівського обкому КПУ |                      |
| Велійко Степанія Степанівна            | Яворівський район        | Прилбичівський № 236          | агроном колгоспу «Росія» села Прилбичі Яворівського р-ну |                      |
| Веселовський Ярослав Дмитрович         | Старосамбірський район   | Скелівський № 212             | зоотехнік колгоспу імені Жданова села Муроване Старосамбірського р-ну |                      |
| Висоцький Володимир Михайлович         | Пустомитівський район    | Пустомитівський № 174         | начальник управління культури Львівського облвиконкому |                      |
| Вітковська Лілія Іванівна              | місто Львів              | Залізничний № 21              | робітниця Львівського виробничого об'єднання «Електрон» |                      |
| Вовк Анатолій Максимович               | Пустомитівський район    | Сокільницький № 176           | завідувач відділу народної освіти Львівського облвиконкому |                      |
| Вовкун Любов Олексіївна                | Нестеровський район      | Підлісненський № 161          | агроном колгоспу імені Леніна села Підлісне Нестеровського р-ну |                      |
| Водвуд Володимир Романович             | Миколаївський район      | Розвадівський № 143           | бригадир механізованого загону Миколаївського районного об'єднання «Сільгосптехніка»                                                                                      |                      |
| Воєвода Богдан Іванович                | Сокальський район        | Правдівський № 201            | головний агроном колгоспу імені Горького села Перемога Сокальського р-ну                                                                                                  |                      |
| Войтюк-Ромців Людмила Володимирівна    | місто Львів              | Радянський № 24               | робітниця Львівської фабрики паперово-білових виробів |                      |
| Воловець Василь Семенович              | Золочівський район       | Великовільшаницький № 123     | механізатор колгоспу «Вільна Україна» села Велика Вільшаниця Золочівського р-ну                                                                                           |                      |
| Гаврилюк Михайло Олександрович         | місто Львів              | Залізничний № 22              | ректор Львівського політехнічного інституту |                      |
| Гайовська Любов Андріївна              | місто Самбір             | Самбірський № 70              | робітниця Самбірського меблевого комбінату |                      |
| Гамерник Степан Якович                 | Мостиський район         | Мостиський № 147              | голова Мостиського райвиконкому |                      |
| Гарбуз Аліна Миколаївна                | місто Львів              | Радянський № 32               | робітниця Львівського науково-виробничого об'єднання «Термоприлад» |                      |
| Гафтанюк Костянтин Тимофійович         | Самбірський район        | Чайковицький № 190            | начальник управління лісового господарства і заготівель Львівського облвиконкому                                                                                          |                      |
| Гегедиш Маргарита Миколаївна           | місто Львів              | Шевченківський № 53           | робітниця Львівського механізованого склозаводу |                      |
| Герус Дарія Григорівна                 | Нестеровський район      | Новоскварявський № 160        | ланкова колгоспу імені Кірова села Нова Скварява Нестеровського р-ну |                      |
| Гнидюк Микола Якимович                 | місто Львів              | Червоноармійський № 46        | 1-й заступник голови Львівського облвиконкому |                      |
| Голич Ярослава Йосипівна               | Дрогобицький район       | Ясенице-Сільнянський № 112    | бригадир рільничої бригади колгоспу імені Івана Франка села Івана Франка Дрогобицького р-ну                                                                               | вибула у 1975 році   |
| Гонтаренко Василь Іванович             | Сокальський район        | Селецький № 202               | голова Сокальського райвиконкому |                      |
| Грех Мирослава-Марія Петрівна          | місто Львів              | Залізничний № 20              | робітниця Львівського призалізничного поштамту |                      |
| Григіль Софія Миколаївна               | Мостиський район         | Судововишнянський № 149       | агроном колгоспу імені Ярослава Галана села Вовчищовичі Мостиського р-ну                                                                                                  |                      |
| Гринькович Ганна Миколаївна            | Миколаївський район      | Димівський № 139              | доярка колгоспу «Верховина» села Стільське Миколаївського р-ну |                      |
| Гудим Леонід Єфремович                 | Перемишлянський район    | Чемеринецький № 168           | голова Перемишлянського райвиконкому |                      |
| Даниленко Михайло Васильович           | місто Львів              | Червоноармійський № 36        | ректор Львівського державного медичного інституту |                      |
| Даньчак Ярослав Михайлович             | місто Стрий              | Стрийський № 74               | електрослюсар Стрийського заводу металевих і залізобетонних конструкцій                                                                                                   |                      |
| Дзюбинський Антон Сергійович           | Пустомитівський район    | Верхньобілківський № 170      | механік тракторної бригади радгоспу «Білківський» села Верхня Білка Пустомитівського р-ну                                                                                 |                      |
| Дідик Тамара Софронівна                | місто Львів              | Ленінський № 1                | солістка Львівського академічного театру опери та балету імені Івана Франка                                                                                               |                      |
| Дідковський Віктор Федорович           | особливий округ          |                               | заступник командувача військ Прикарпатського військового округу |                      |
| Добрик Віктор Федорович                | Буський район            | Буський № 91                  | 1-й секретар Львівського обкому КПУ |                      |
| Довганик Марія Іванівна                | Яворівський район        | Рясненський № 237             | ланкова колгоспу «Нове життя» села Вороців Яворівського р-ну |                      |
| Додачко Федір Андрійович               | Старосамбірський район   | Лютовиський № 209             | голова Старосамбірського райвиконкому |                      |
| Дорош Марія Володимирівна              | Жидачівський район       | Ходорівський № 122            | робітниця Ходорівського цукрового комбінату Жидачівського р-ну |                      |
| Дубенський Петро Семенович             | місто Червоноград        | Червоноградський № 78         | робітник очисного вибою шахти № 5 «Великомостівська» комбінату «Укрзахідвугілля»                                                                                          |                      |
| Дубик Михайло Васильович               | місто Дрогобич           | Дрогобицький № 63             | бригадир малярів Дрогобицького будівельного управління № 45 |                      |
| Дудинець Галина Євгенівна              | Турківський район        | Верхньовисоцький № 224        | доярка колгоспу «Верховина» села Верхнє Висоцьке Турківського р-ну |                      |
| Дудко Марія Федорівна                  | Старосамбірський район   | Новоміський № 211             | ланкова колгоспу «Зоря комунізму» села Грушатичі Старосамбірського р-ну                                                                                                   |                      |
| Дунас Марія Стахівна                   | Сокальський район        | Сокальський № 203             | старша апаратниця хімічного цеху Сокальського заводу хімічного волокна |                      |
| Євдокимов Микола Йосипович             | Золочівський район       | Сасівський № 130              | бригадир рільничої бригади колгоспу «Серп і Молот» села Білий Камінь Золочівського р-ну                                                                                   |                      |
| Ємельянов Іван Дмитрович               | особливий округ          |                               | командир військової частини № 3238 Внутрішніх військ МВС СРСР |                      |
| Єрмоченко Олексій Данилович            | місто Стрий              | Стрийський № 73               | голова Стрийського міськвиконкому |                      |
| Желіхівська Софія Іванівна             | Турківський район        | Боринський № 223              | швея Боринської майстерні побутового обслуговування населення Турківського р-ну                                                                                           |                      |
| Жидяк Ольга Василівна                  | місто Львів              | Шевченківський № 48           | майстер Львівської швейної фірми «Маяк» |                      |
| Жовтий Олег Борисович                  | місто Львів              | Радянський № 27               | токар Львівського заводу «Львівприлад» |                      |
| Завадовський Володимир Данилович       | місто Львів              | Шевченківський № 56           | керуючий тресту «Львівпромбуд» |                      |
| Загвойська Любов Іванівна              | Самбірський район        | Ралівський № 187              | агроном колгоспу «Заповіт Ілліча» села Ралівка Самбірського р-ну |                      |
| Заєць Марія Іванівна                   | Сокальський район        | Угнівський № 206              | ланкова колгоспу «Прикордонник» села Карів Сокальського р-ну |                      |
| Занчук Марія Василівна                 | Радехівський район       | Вузлівський № 178             | доярка колгоспу імені Лесі Українки села Павлів Радехівського р-ну |                      |
| Запоточний Роман Іванович              | Сколівський район        | Козівський № 192              | начальник нафтоперекачувальної станції «Карпати» нафтопроводу «Дружба» Сколівського р-ну                                                                                  |                      |
| Здреник Іван Андрійович                | Самбірський район        | Вільшаницький № 185           | голова Блажівської сільської ради Самбірського р-ну |                      |
| Зіневич Леонтій Логвинович             | Миколаївський район      | Гірський № 138                | начальник управління сільського господарства Львівського облвиконкому |                      |
| Зінченко Володимир Андрійович          | Городоцький район        | Комарнівський № 102           | столяр Комарнівського деревообробного комбінату Городоцького р-ну |                      |
| Івасенко Володимир Миколайович         | місто Львів              | Радянський № 34               | слюсар Львівського виробничого об'єднання «Львівхімсільгоспмаш» |                      |
| Кадиляк Марія Василівна                | Кам'янсько-Бузький район | Новояричівський № 135         | доярка колгоспу «Маяк» села Старий Яричів Кам'янсько-Бузького р-ну |                      |
| Капущак Василь Михайлович              | місто Червоноград        | Соснівський № 83              | бригадир робітників очисного вибою шахти № 1 «Червоноградська» комбінату «Укрзахідвугілля»                                                                                |                      |
| Каргашина Зінаїда Олексіївна           | місто Львів              | Шевченківський № 49           | робітниця Львівської кондитерської фірми «Світоч» |                      |
| Касюхнич Володимир Васильович          | Сколівський район        | Верхньосиньовидненський № 191 | 1-й секретар Сколівського райкому КПУ |                      |
| Кемпа Катерина Михайлівна              | місто Дрогобич           | Дрогобицький № 64             | фрезерувальниця Дрогобицького заводу автомобільних кранів |                      |
| Кийко Ярослава Миколаївна              | Сокальський район        | Тартаківський № 205           | зоотехнік колгоспу імені газети «Правда» села Спасів Сокальського р-ну |                      |
| Киценюк Марія Павлівна                 | Жидачівський район       | Вербицький № 115              | завідувачка ферми колгоспу «Ленінським шляхом» села Вербиця Жидачівського р-ну                                                                                            |                      |
| Кісь Юлія Петрівна                     | Сокальський район        | Великомостівський № 198       | агроном колгоспу «Ленінський шлях» міста Великі Мости (села Реклинець) Сокальського р-ну                                                                                  |                      |
| Клочко Роман Іванович                  | Жидачівський район       | Подорожненський № 121         | голова Жидачівського райвиконкому |                      |
| Ковальова Віра Семенівна               | місто Львів              | Ленінський № 2                | телеграфістка Львівської телефонно-телеграфної станції |                      |
| Ковальчук Леонтій Іванович             | Золочівський район       | Поморянський № 128            | інструктор Золочівського райкому КПУ; голова Золочівського райвиконкому                                                                                                   |                      |
| Козар Василь Федорович                 | Нестеровський район      | Деревнянський № 153           | інженер колгоспу імені Мічуріна село Купичволя Нестеровського р-ну |                      |
| Козиренко Микола Дмитрович             | Буський район            | Красненський № 92             | голова Буського райвиконкому |                      |
| Козлюк Ольга Іванівна                  | Золочівський район       | Підлипецький № 127            | доярка колгоспу імені Кірова села Поляни Золочівського р-ну |                      |
| Колодій Емілія Йосипівна               | Пустомитівський район    | Борщовицький № 169            | доярка радгоспу «Зоря комунізму» села Борщовичі Пустомитівського р-ну |                      |
| Коломийчук Стефанія Василівна          | місто Львів              | Залізничний № 19              | робітниця вагонного депо станції Львів Львівської залізниці |                      |
| Копитчак Галина Миколаївна             | Турківський район        | Турківський № 229             | робітниця Турківського світлотехнічного заводу |                      |
| Корнилів Михайлина Андріївна           | Сколівський район        | Орівський № 193               | колгоспниця колгоспу імені Жданова села Підгородці Сколівського р-ну |                      |
| Короза Степан Вікентійович             | місто Червоноград        | Червоноградський № 81         | голова Червоноградського міськвиконкому |                      |
| Костик Людмила Дем'янівна              | місто Львів              | Залізничний № 15              | робітниця Львівського мотозаводу |                      |
| Коциба Оксана Осипівна                 | Стрийський район         | Нежухівський № 221            | агроном колгоспу імені Калініна села Конюхів Стрийського р-ну |                      |
| Кривуляк Іван Франкович                | Кам'янсько-Бузький район | Кам'янсько-Бузький № 134      | головний лікар Кам'янсько-Бузької районної лікарні |                      |
| Крюков Микола Петрович                 | Яворівський район        | Добростанівський № 231        | голова Яворівського райвиконкому |                      |
| Кряжкова Людмила Борисівна             | місто Львів              | Ленінський № 4                | робітниця Львівської міської фабрики індпошиття і ремонту одягу |                      |
| Кузнецов Костянтин Дмитрович           | Жидачівський район       | Бережницький № 113            | завідувач фінансового відділу Львівського облвиконкому |                      |
| Кушнєрова Олександра Василівна         | Жидачівський район       | Бориницький № 114             | секретар Львівського облвиконкому |                      |
| Лавринів Володимир Петрович            | місто Львів              | Шевченківський № 50           | робітник Львівського заводу радіоелектронної медичної апаратури |                      |
| Лазар Уляна Федорівна                  | Самбірський район        | Корналовицький № 186          | колгоспниця колгоспу «17 Вересня» села Корналовичі Самбірського р-ну |                      |
| Ласінович Любов Федорівна              | місто Львів              | Радянський № 25               | водій тролейбуса Львівського трамвайно-тролейбусного управління |                      |
| Лех Емілія Якубівна                    | Бродівський район        | Лешнівський № 87              | ланкова колгоспу імені Леніна села Комарівка Бродівського р-ну |                      |
| Лимаренко Олександр Іванович           | Мостиський район         | Твіржанський № 150            | завідувач організаційно-інструкторського відділу Львівського облвиконкому                                                                                                 |                      |
| Лимич Орест Петрович                   | Турківський район        | Ісаївський № 226              | директор Ясеницької середньої школи Турківського р-ну |                      |
| Лимонов Павло Олексійович              | особливий округ          |                               | командир військової частини № 2144 (начальник 7-го Карпатського прикордонного загону) Західного прикордонного округу КДБ                                                  |                      |
| Липова Дарія Павлівна                  | Жидачівський район       | Новострілищанський № 120      | голова правління колгоспу імені Радянської Армії села Баківці Жидачівського р-ну                                                                                          |                      |
| Луковська Марта Адамівна               | Мостиський район         | Чернівський № 151             | лікар-терапевт Мостиської центральної районної лікарні |                      |
| Луценко Володимир Іванович             | Перемишлянський район    | Брюховицький № 165            | начальник управління внутрішніх справ Львівського облвиконкому |                      |
| Магора Іван Пилипович                  | Пустомитівський район    | Щирецький № 177               | бригадир тракторної бригади радгоспу імені Калініна селища Щирець Пустомитівського р-ну                                                                                   |                      |
| Максим'як Ярослава Петрівна            | Золочівський район       | Скварявський № 129            | зоотехнік колгоспу «Колос» села Скварява Золочівського р-ну |                      |
| Манастирський Роман Ярославович        | Сокальський район        | Острівський № 200             | завідувач відділу охорони здоров'я Львівського облвиконкому |                      |
| Марищук Надія Степанівна               | Жидачівський район       | Журавненський № 119           | ланкова колгоспу «Перемога» селища Журавне Жидачівського р-ну |                      |
| Марциняк Михайло Іванович              | Городоцький район        | Керницький № 101              | тракторист колгоспу «Зоря» села Керниця Городоцького р-ну |                      |
| Масюк Ярослава Михайлівна              | Яворівський район        | Немирівський № 235            | колгоспниця колгоспу «Авангард» села Смолин Яворівського р-ну |                      |
| Матвєєва Людмила Анатоліївна           | Миколаївський район      | Новороздольський № 141        | робітниця Роздольського гірничо-хімічного комбінату імені 50-річчя Великої Жовтневої соціалістичної революції                                                             |                      |
| Матвійцова Марія Тарасівна             | Перемишлянський район    | Стрілківський № 167           | бригадир колгоспу імені Щорса села Романів Перемишлянського р-ну |                      |
| Матківська Марія Іванівна              | Турківський район        | Нижньовисоцький № 228         | доярка колгоспу імені Горького села Комарники Турківського р-ну |                      |
| Матчишин Ганна Михайлівна              | Яворівський район        | Нагачівський № 234            | ланкова колгоспу «Прогрес» села Нагачів Яворівського р-ну |                      |
| Махоньок Тимофій Андрійович            | Сокальський район        | Белзький № 197                | 1-й секретар Сокальського райкому КПУ |                      |
| Меличин Мар'ян Васильович              | Самбірський район        | Бісковицький № 184            | слюсар-електрик Воютицького спиртзаводу села Воютичі Самбірського р-ну |                      |
| Мельник Юлія Іванівна                  | Стрийський район         | Долішненський № 220           | головний агроном колгоспу «Дружба» села Станків Стрийського р-ну |                      |
| Мех Віра Михайлівна                    | місто Борислав           | Бориславський № 58            | робітниця Бориславського фарфорового заводу |                      |
| Міджак Роман-Любомир Іванович          | Миколаївський район      | Миколаївський № 140           | машиніст обертової печі Миколаївського цементно-гірничого комбінату |                      |
| Мойсова Таміла Олександрівна           | Кам'янсько-Бузький район | Добротіврський № 133          | електромонтер Добротвірської ДРЕС Кам'янсько-Бузького р-ну |                      |
| Москалевська Марія Федорівна           | Буський район            | Соколівський № 96             | ланкова колгоспу імені Івана Франка села Боложинів Буського р-ну |                      |
| Муравйов Борис Григорович              | Перемишлянський район    | Болотнянський № 164           | начальник Львівського обласного виробничого управління будівництва і експлуатації автомобільних шляхів                                                                    |                      |
| Муцій Віра Семенівна                   | Дрогобицький район       | Меденицький № 107             | заступник директора по виховній роботі Меденицької середньої школи Дрогобицького р-ну                                                                                     |                      |
| Нагай Оксана Миколаївна                | місто Львів              | Радянський № 23               | робітниця Львівського заводу кінескопів з СКБ |                      |
| Нанинець Василь Іванович               | місто Стрий              | Стрийський № 71               | машиніст локомотивного депо станції Стрий Львівської залізниці |                      |
| Негода Ольга Іванівна                  | Нестеровський район      | Липницький № 157              | голова Нестеровського райвиконкому |                      |
| Обдар Петро Олександрович              | Нестеровський район      | Куликівський № 156            | бригадир рільничої бригади колгоспу імені Тімірязєва селища Куликів Нестеровського р-ну                                                                                   |                      |
| Оліщук Петро Григорович                | Сокальський район        | Стенятинський № 204           | голова колгоспу імені Калініна села Ільковичі Сокальського р-ну |                      |
| Онищак Іванна Іванівна                 | Мостиський район         | Зав'язанецький № 146          | ланкова колгоспу «Червона зірка» села Зав'язанці Мостиського р-ну |                      |
| Ортинська Валерія Михайлівна           | Сколівський район        | Сколівський № 194             | вчителька Сколівської середньої школи |                      |
| Остапенко Андрій Маркіянович           | Нестеровський район      | Рава-Руський № 162            | 1-й секретар Нестеровського райкому КПУ |                      |
| Павленко Марія Панасівна               | місто Самбір             | Самбірський № 69              | голова Самбірського міськвиконкому |                      |
| Павлів Петро Іванович                  | місто Львів              | Ленінський № 6                | бригадир комплексної бригади слюсарів-електрозварників Львівського автобусного заводу                                                                                     |                      |
| Палфій Федір Юрійович                  | Пустомитівський район    | Оброшинський № 173            | директор Науково-дослідного інституту землеробства і тваринництва західних районів УРСР                                                                                   |                      |
| Панков Анатолій Олексійович            | місто Трускавець         | Трускавецький № 76            | голова Трускавецького міськвиконкому |                      |
| Панькевич Галина Михайлівна            | Бродівський район        | Пеняківський № 88             | агроном колгоспу «Україна» села Вербівчик Бродівського р-ну |                      |
| Парихін Василь Панасович               | Радехівський район       | Лопатинський № 179            | голова Радехівського райвиконкому |                      |
| Партика Галина Олексіївна              | Перемишлянський район    | Перемишлянський № 166         | доярка колгоспу імені Калініна села Лагодів Перемишлянського р-ну |                      |
| Пастернак Михайло Ярославович          | Нестеровський район      | Гійченський № 152             | агроном колгоспу імені Суворова село Річки Нестеровського р-ну |                      |
| Пастущин Марія Іванівна                | Бродівський район        | Заболотцівський № 86          | економіст колгоспу «Правда» села Пониковиця Бродівського р-ну |                      |
| Петров Павло Петрович                  | місто Львів              | Радянський № 30               | начальник комбінату «Львівпромбуд» |                      |
| Пєхота Володимир Юлійович              | місто Львів              | Радянський № 29               | 2-й секретар Львівського міськкому КПУ |                      |
| Пижик Георгій Михайлович               | Пустомитівський район    | Семенівський № 175            | голова Львівської обласної Ради професійних спілок |                      |
| Пилипчук Олександр Олександрович       | Кам'янсько-Бузький район | Великоколодненський № 132     | слухач Вищої партійної школи при ЦК КПУ; голова Кам'янсько-Бузького райвиконкому                                                                                          |                      |
| Пітила Єва Степанівна                  | Самбірський район        | Бабинський № 183              | трактористка колгоспу імені Кірова села Бабине Самбірського р-ну |                      |
| Подорожко Тетяна Георгіївна            | місто Львів              | Залізничний № 17              | робітниця гідрозаводу Львівської олійно-жирової фірми «Жовтень» |                      |
| Полудень Микола Петрович               | Яворівський район        | Краковецький № 233            | начальник Управління Комітету державної безпеки при Раді Міністрів УРСР по Львівській області                                                                             |                      |
| Рекунова Людмила Миколаївна            | місто Львів              | Шевченківський № 54           | робітниця Львівського інструментального заводу |                      |
| Репа Євген Миколайович                 | Буський район            | Олеський № 95                 | бригадир колгоспу «Здобуток Жовтня» села Кути Буського р-ну |                      |
| Рижова Валентина Іванівна              | місто Львів              | Радянський № 31               | робітниця Львівського виробничо-технічного об'єднання імені 50-річчя Жовтня                                                                                               |                      |
| Рогоза (Семен) Галина Едвардівна       | Мостиський район         | Гусаківський № 145            | економіст колгоспу «Заповіт Ілліча» села Золотковичі Мостиського р-ну |                      |
| Романець Володимир Васильович          | Золочівський район       | Золочівський № 125            | голова Львівського обласного суду |                      |
| Романів Ольга Степанівна               | Старосамбірський район   | Хирівський № 216              | колгоспниця колгоспу імені Івана Франка села Старява Старосамбірського р-ну                                                                                               |                      |
| Рубаха Софія Петрівна                  | Кам'янсько-Бузький район | Стрептівський № 136           | телятниця колгоспу «Прогрес» села Дідилів Кам'янсько-Бузького р-ну |                      |
| Савицький Юрій Всеволодович            | місто Дрогобич           | Дрогобицький № 66             | завідувач відділу організаційно-партійної роботи Львівського обкому КПУ                                                                                                   |                      |
| Самойленко Альбіна Сергіївна           | місто Львів              | Ленінський № 5                | секретар Ленінського райкому КПУ міста Львова |                      |
| Свист Галина Юліанівна                 | Городоцький район        | Родатичівський № 104          | доярка колгоспу імені Чапаєва села Долиняни Городоцького р-ну |                      |
| Сворень Катерина Петрівна              | місто Львів              | Червоноармійський № 44        | робітниця Львівської скляної фірми «Райдуга» |                      |
| Святоцький Василь Олександрович        | Золочівський район       | Глинянський № 124             | 2-й секретар Львівського обкому КПУ |                      |
| Секретарюк В'ячеслав Васильович        | місто Львів              | Радянський № 26               | голова Львівського міськвиконкому |                      |
| Сергієнко Олексій Іванович             | Яворівський район        | Івано-Франківський № 232      | заступник голови Львівського облвиконкому |                      |
| Симко Роман Миколайович                | Пустомитівський район    | Звенигородський № 172         | тракторист радгоспу «Миколаївський» села Миколаїв Пустомитівського р-ну                                                                                                   |                      |
| Скрипець Марія Іванівна                | місто Стрий              | Стрийський № 72               | продавець магазину № 30 «Промтовари» Стрийського змішторгу |                      |
| Следь Олександр Феодосійович           | місто Львів              | Ленінський № 8                | директор Львівського автобусного заводу |                      |
| Сліпушенко Микола Андрійович           | місто Львів              | Шевченківський № 57           | редактор обласної газети «Львовская правда» |                      |
| Смоловий Василь Григорович             | Миколаївський район      | Роздольський № 144            | голова Миколаївського райвиконкому |                      |
| Солдан Михайло Дем'янович              | Жидачівський район       | Гніздичівський № 116          | механізатор колгоспу імені Кірова селища Гніздичів Жидачівського р-ну |                      |
| Средній Павло Спиридонович             | особливий округ          |                               | Львівський обласний військовий комісар |                      |
| Старосольський Микола Михайлович       | місто Дрогобич           | Стебницький № 67              | бурильник Стебницького калійного комбінату |                      |
| Степанюк Сергій Остапович              | Городоцький район        | Повітненський № 103           | голова Городоцького райвиконкому |                      |
| Стефаник Семен Васильович              | місто Львів              | Червоноармійський № 39        | директор Львівського літературно-меморіального музею Івана Франка |                      |
| Стороняк Іван Ілліч                    | місто Львів              | Шевченківський № 47           | завідувач відділу соціального забезпечення Львівського облвиконкому |                      |
| Ступницький Леонід Васильович          | Сколівський район        | Славський № 195               | редактор обласної газети «Вільна Україна» |                      |
| Сучкова Лідія Іванівна                 | місто Львів              | Шевченківський № 52           | робітниця Львівської трикотажної фірми «Промінь» |                      |
| Табен Тома Володимирович               | місто Львів              | Червоноармійський № 42        | токар Львівського заводу алмазного інструменту |                      |
| Тарнавський Ілля Євстахійович          | Стрийський район         | Гірненський № 217             | голова Львівського обласного комітету народного контролю |                      |
| Твердий Пилип Якович                   | Турківський район        | Ільницький № 225              | голова Львівської обласної планової комісії |                      |
| Телішевський Тимофій Дмитрович         | Старосамбірський район   | Старосамбірський № 213        | голова Львівського облвиконкому |                      |
| Телішевський Ярослав Дмитрович         | Нестеровський район      | Добросинський № 154           | голова колгоспу «Нове життя» села Добросин Нестеровського району |                      |
| Терас Ганна Іванівна                   | місто Львів              | Залізничний № 16              | робітниця Львівської меблевої фірми «Карпати» |                      |
| Теслюк Михайло Миколайович             | місто Львів              | Червоноармійський № 35        | персональний пенсіонер, діяч КПЗУ |                      |
| Тихоненко Павло Григорович             | Стрийський район         | Дідушицький № 219             | голова Стрийського райвиконкому |                      |
| Ткаченко Валентина Петрівна            | місто Львів              | Залізничний № 14              | робітниця Львівського виробничо-технічного об'єднання імені Леніна |                      |
| Товкач Мирослав Павлович               | Сколівський район        | Тухольківський № 196          | голова Сколівського райвиконкому |                      |
| Токмаков Євген Петрович                | Бродівський район        | Ясенівський № 90              | начальник управління харчової промисловості Львівського облвиконкому |                      |
| Томашевський Ярослав Михайлович        | місто Львів              | Залізничний № 11              | токар Львівського конвейєробудівного заводу |                      |
| Тронь Василь Гнатович                  | Радехівський район       | Нововитківський № 181         | голова колгоспу імені ХХІІ з'їзду КПРС села Бишів Радехівського р-ну |                      |
| Труш Володимир Іванович                | Мостиський район         | Пнікутський № 148             | голова Крукеницької сільської ради Мостиського р-ну |                      |
| Уткін Вадим Олександрович              | місто Червоноград        | Червоноградський № 79         | начальник управління торгівлі Львівського облвиконкому |                      |
| Утоплов Володимир Володимирович        | місто Львів              | Залізничний № 18              | пілот Львівського об'єднаного авіазагону |                      |
| Федорова Галина Василівна              | місто Червоноград        | Гірницький № 82               | робітниця Червоноградського філіалу № 1 Львівської текстильно-галантерейної фірми «Юність»                                                                                |                      |
| Фіголь Ярослав Миколайович             | Дрогобицький район       | Лішнянський № 106             | робітник Передкарпатської сільськогосподарської дослідної станції села Лішня Дрогобицького р-ну                                                                           |                      |
| Хомик Ганна Федорівна                  | місто Львів              | Червоноармійський № 45        | робітниця Львівського арматурного заводу |                      |
| Хомишина Анастасія Пилипівна           | місто Борислав           | Бориславський № 60            | голова Бориславського міськвиконкому |                      |
| Царюк Микола Максимович                | місто Львів              | Червоноармійський № 43        | директор Львівського заводу електровимірювальних приладів |                      |
| Цебенко Богдана Йосипівна              | Старосамбірський район   | Добромильський № 208          | робітниця Добромильської меблево-деревообробної фірми «Добромиль» Старосамбірського р-ну                                                                                  |                      |
| Цебрик Микола Федорович                | Старосамбірський район   | Стрілківський № 215           | бригадир Стрілківської меблевої фабрики Старосамбірського меблевого комбінату                                                                                             |                      |
| Цибаняк Софія Ярославівна              | Старосамбірський район   | Головецький № 207             | бригадир радгоспу «Прикордонник» села Мшанець Старосамбірського р-ну |                      |
| Цоколаєв Ельдар Веніамінович           | особливий округ          |                               | 1-й заступник командира військової частини № 13709 (14-ї повітряної армії) Прикарпатського військового округу                                                             |                      |
| Цьорох Марія Львівна                   | місто Львів              | Ленінський № 10               | студентка механіко-математичного факультету Львівського державного університету імені Івана Франка                                                                        |                      |
| Чеховський Ярослав Іларіонович         | місто Львів              | Радянський № 33               | начальник Львівського територіального управління матеріально-технічного постачання                                                                                        |                      |
| Шавало Ігор Петрович                   | Яворівський район        | Шклівський № 238              | машиніст екскаватора рудника Яворівського гірничо-хімічного комбінату |                      |
| Шавков Петро Іванович                  | місто Дрогобич           | Дрогобицький № 62             | 2-й секретар Дрогобицького міськкому КПУ |                      |
| Шашко Валерій Михайлович               | Самбірський район        | Рудківський № 188             | слюсар ремонтної майстерні Рудківського відділення «Сільгосптехніка» Самбірського р-ну                                                                                    |                      |
| Шевкун Микола Дмитрович                | особливий округ          |                               | 1-й заступник начальника Політичного управління Прикарпатського військового округу, генерал-майор                                                                         |                      |
| Шевців Теодозій Володимирович          | Буський район            | Милятинський № 94             | тракторист колгоспу «Вільна Україна» села Новий Милятин Буського р-ну |                      |
| Шевчик Любов Іванівна                  | Яворівський район        | Яворівський № 239             | оператор Яворівської оперативно-виробничої служби по дослідженню свердловин Львівського промислового управління по видобутку і транспортуванню газу імені 50-річчя Жовтня |                      |
| Шендерук Ганна Вакулівна               | місто Львів              | Ленінський № 3                | робітниця Львівської текстильно-галантерейної фірми «Юність» |                      |
| Шимків Любов Якимівна                  | Нестеровський район      | Дублянський № 155             | зоотехнік учгоспу «Дублянський» міста Дубляни Нестеровського р-ну |                      |
| Шквирко Віра Василівна                 | Миколаївський район      | Новороздольський № 142        | робітниця Роздольського комбінату будівельних матеріалів Миколаївського р-ну                                                                                              |                      |
| Шкред Катерина Михайлівна              | Перемишлянський район    | Бібрський № 163               | зоотехнік колгоспу імені 17 Вересня села Лани Перемишлянського р-ну |                      |
| Шняк Богдан Миколайович                | Нестеровський район      | Нестеровський № 159           | токар Нестеровського філіалу Львівської скляної фірми «Райдуга» |                      |
| Шперна Степан Іванович                 | Дрогобицький район       | Солонський № 111              | тракторист колгоспу «Нове життя» села Солонське Дрогобицького р-ну |                      |
| Шпильков Микола Леонідович             | Дрогобицький район       | Рихтицький № 110              | 1-й секретар Львівського обкому ЛКСМУ |                      |
| Штойко Надія Василівна                 | місто Львів              | Шевченківський № 51           | робітниця Львівської взуттєвої фірми «Прогрес» |                      |
| Штурин Марія Тимофіївна                | Городоцький район        | Великолюбінський № 98         | головний агроном колгоспу імені ХХ з'їзду КПРС селища Великий Любінь Городоцького р-ну                                                                                    |                      |
| Шуліпа Володимир Іванович              | місто Стрий              | Стрийський № 75               | заступник голови Львівського облвиконкому |                      |
| Яворський Володимир Григорович         | місто Самбір             | Самбірський № 68              | завідувач відділу комунального господарства Львівського облвиконкому |                      |
| Яворський Тарас Ярославович            | місто Борислав           | Бориславський № 59            | оператор нафтогазовидобувного управління «Бориславнафтогаз» |                      |
| Яремчук Микола Олексійович             | Кам'янсько-Бузький район | Батятичівський № 131          | голова правління Львівської обласної споживчої спілки |                      |
| Яровий Юрій Семенович                  | Дрогобицький район       | Добрівлянівський № 105        | голова Дрогобицького райвиконкому |                      |
| Байдюк Анатолій Тимофійович            | Дрогобицький район       | Ясенице-Сільнянський № 112    | директор Львівського міжобласного спеціалізованого тресту птахофабрик і птахорадгоспів                                                                                    | дообраний 21.12.1975 |

27 червня 1975 року відбулася 1-а сесія Львівської обласної ради депутатів трудящих 15-го скликання. Головою облвиконкому обраний Телішевський Тимофій Дмитрович, 1-м заступником голови — Гнидюк Микола Якимович, заступниками голови: Алаєва Ія Семенівна, Сергієнко Олексій Іванович, Шуліпа Володимир Іванович. Секретарем облвиконкому обрана Кушнєрова Олександра Василівна.
Обрано виконком Львівської обласної ради 15-го скликання у складі 15 чоловік: Телішевський Тимофій Дмитрович — голова облвиконкому; Гнидюк Микола Якимович — 1-й заступник голови облвиконкому; Алаєва Ія Семенівна — заступник голови облвиконкому; Сергієнко Олексій Іванович — заступник голови облвиконкому; Шуліпа Володимир Іванович — заступник голови облвиконкому; Кушнєрова Олександра Василівна — секретар облвиконкому; Добрик Віктор Федорович — 1-й секретар Львівського обкому КПУ; Твердий Пилип Якович — голова Львівської обласної планової комісії; Зіневич Леонтій Логвинович — начальник Львівського обласного управління сільського господарства; Кузнецов Костянтин Дмитрович — завідувач Львівського обласного фінансового відділу; Тарнавський Ілля Євстахійович — голова Львівського обласного комітету народного контролю; Луценко Володимир Іванович — начальник Львівського обласного управління внутрішніх справ; Секретарюк В'ячеслав Васильович — голова Львівського міськвиконкому; Рубаха Софія Петрівна — телятниця колгоспу «Прогрес» села Дідилів Кам'янсько-Бузького р-ну; Павлів Петро Іванович — бригадир комплексної бригади слюсарів-електрозварників Львівського автобусного заводу.